# Motorola 68040

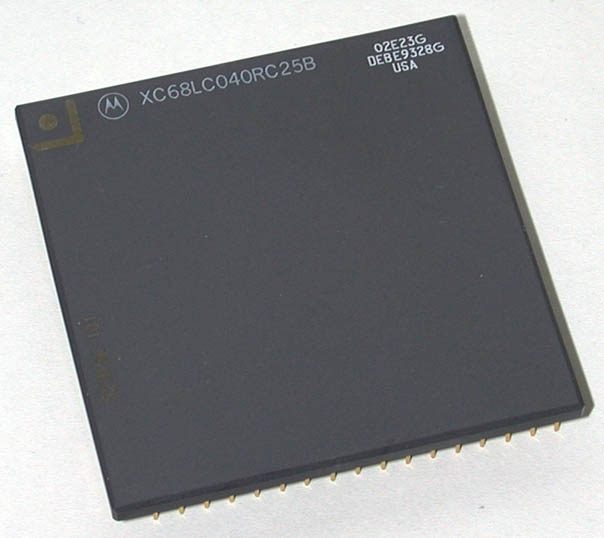
Motorola 68LC040 processzor, órajele 25 MHz

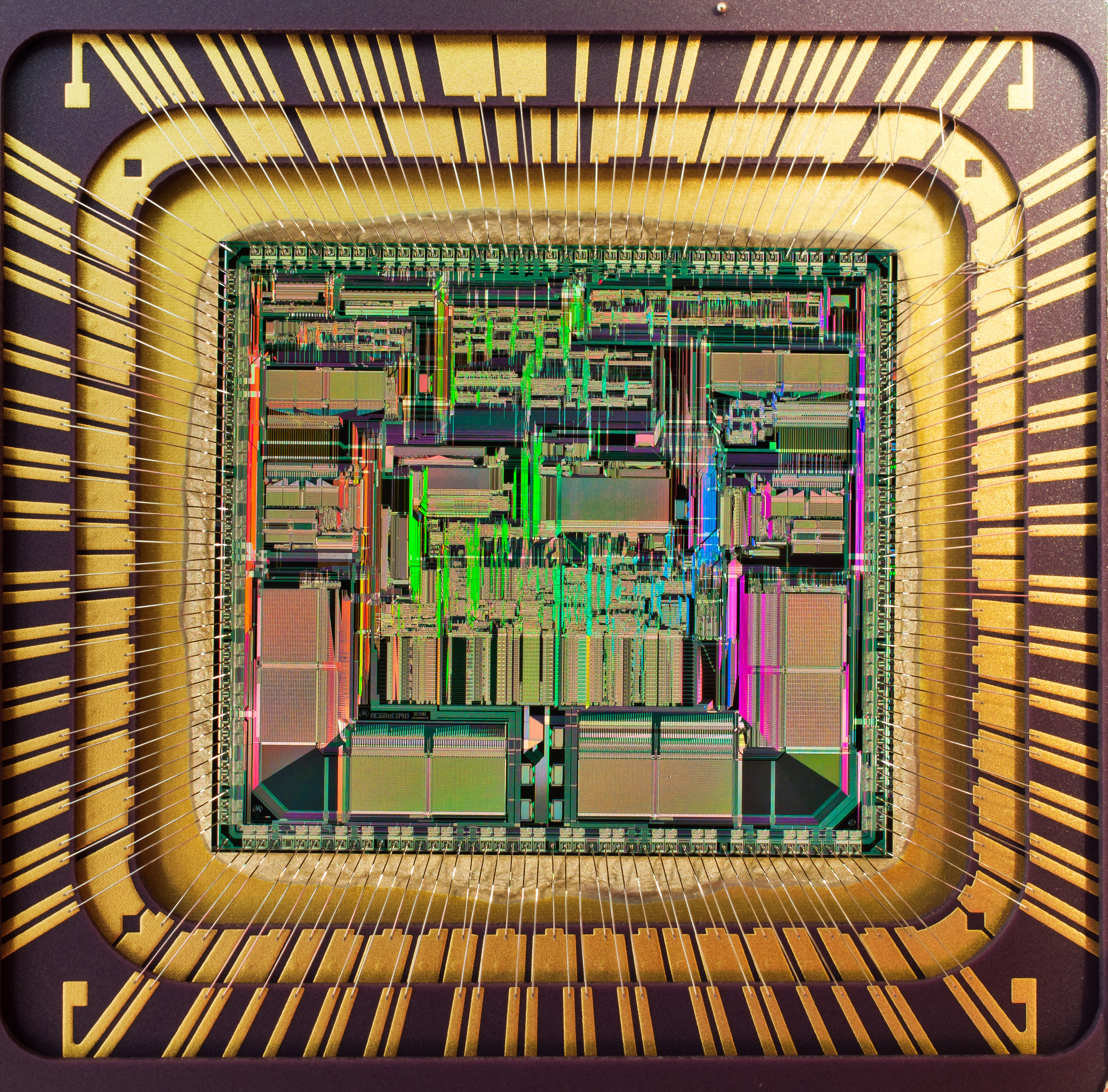
Motorola 68040 csip képe

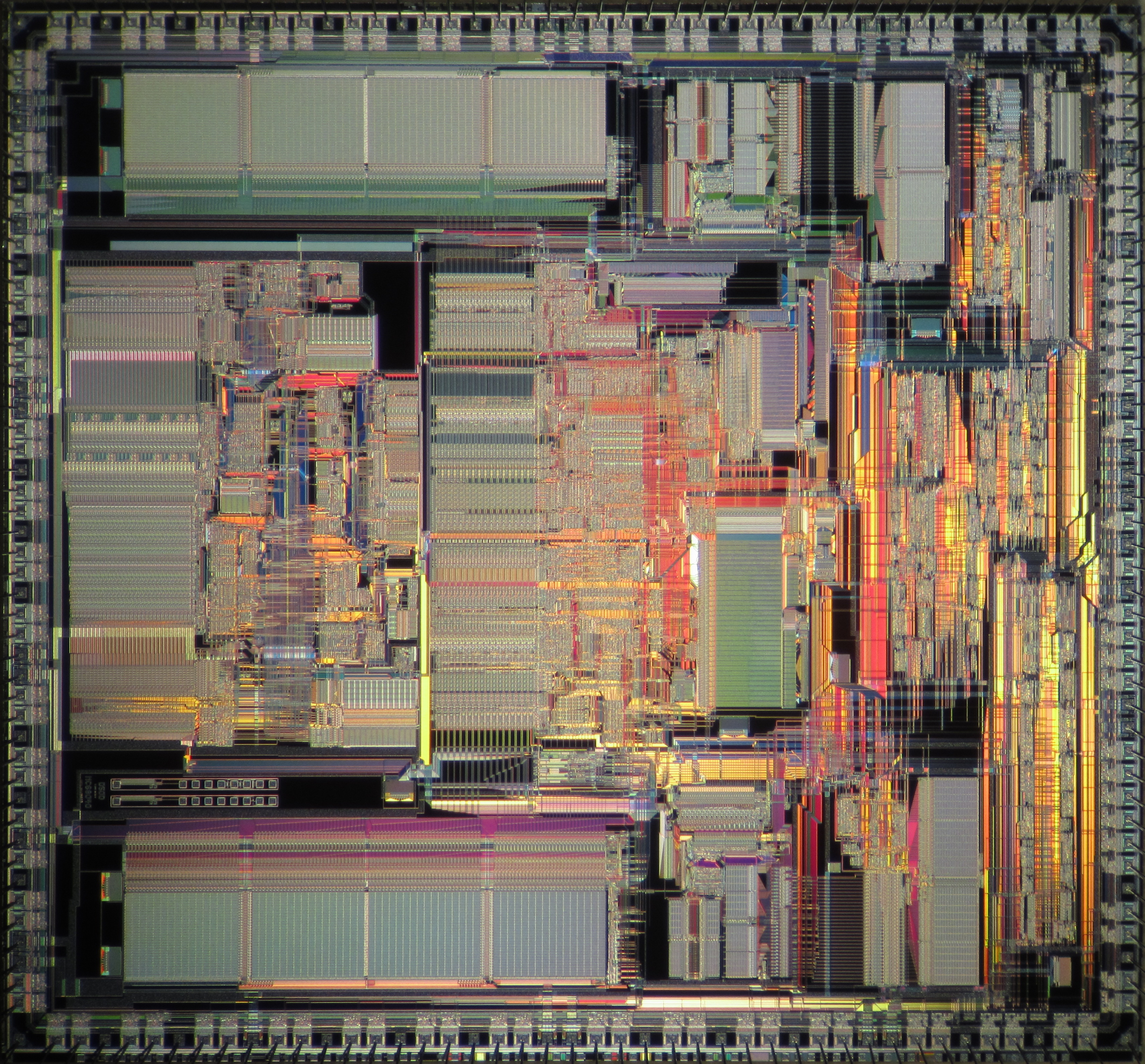
Egy másik kép, XC68040RC25B processzormag, mérnöki minta

A Motorola 68040 a Motorola cég 1990-ben kibocsátott 32 bites M68000-kompatibilis mikroprocesszor-modellje, a Motorola 68030 utódja és a Motorola 68060 típus elődje. A processzorok néhány különböző kiépítettségű változatban jelentek meg. A teljes verzióban két integrált MMU (memóriavezérlő) kapott helyet, amelyek az utasítás- és az adatfolyamok memória-hozzáférését vezérlik, és a két független adat- és utasítás-gyorsítótárhoz kapcsolódnak. A processzorok belső megvalósítása a Harvard-architektúrának felel meg. A teljes kiépítésű változat egy beépített, MC68881/MC68882 lebegőpontos egységekkel kompatibilis FPU-t is tartalmaz, valamint két független 4 KiB méretű adat- és utasítás-gyorsítótárral van ellátva. A 68040-es processzor az egészértékű műveleteket majdnem kétszer olyan gyorsan hajtja végre, mint az azonos órajelű 68030 processzor, a lebegőpontos műveletek végrehajtása közel kétszer olyan gyors, mint a Motorola 68882 koprocesszoré. Lebegőpontos számábrázolása és funkciói az IEEE 754 lebegőpontos szabványnak felelnek meg, és nem tartalmaznak logikai és trigonometrikus funkciókat: ezek megvalósítása szoftveresen történhet.

## Történet
A Motorola 68040 népszerű processzor volt az 1990-es években. Különböző személyi számítógépekben és munkaállomásokban használták, így pl. a  NeXT cég NeXTcube és NeXTstation gépeinek újabb verzióiban, az Apple Macintosh Quadra, Performa és PowerBook számítógépekben, a HP Apollo 400-as sorozatában és az Amiga 4000-ben.

## Változatai
- 68040 – teljes kiépítésű CPU, FPU-val és MMU-val
- 68LC040 – olcsó, low cost változat: letiltott (deaktivált) FPU, MMU van
- 68EC040 – beágyazott változat, nincs FPU sem MMU
- 68040V – alacsony feszültségű, low voltage 68LC040 változat[1]

## Technikai adatok
| Órajelfrekvenciák   | 10 MHz, 20 MHz, 25 MHz, 33 MHz, 40 MHz |
| Tápfeszültség       | - Vcore 5 V - Vcore 3,3 V (68040V) - I/O 5 V |
| Üzemi hőmérséklet   | −40 °C ... 70 °C |
| Gyártási folyamat   | Statikus CMOS 0,6 μm |
| Tokozások           | CQUAD 184, PGA 179 FG, PGA 182 |
| Adatsín             | 32 bit |
| Címsín              | 32 bit |
| Utasításkészlet     | CISC |
| Utasítás-futószalag | 6-fokozatú |
| Gyorsítótár         | - 4 KiB DCache - 4 KiB ICache - 64 bejegyzéses ATC* MMU puffer (4-utas asszociatív) |
| Regiszterek         | - 8 32 bites címregiszter - 8 32 bites adatregiszter - 2 állapotregiszter - 8 80 bites lebegőpontos adatregiszter - 1 lebegőpontos utasításregiszter - 1 lebegőpontos állapotregiszter - 1 lebegőpontos vezérlőregiszter |
| Tranzisztorok száma | ~ 1 170 000 (68040) ~ 962 000 (68EC040) ~ 813 000 (68LC040) |
| Teljesítmény        | - ~ 29 MIPS @ 40 MHz (a gyártó szerint 44 MIPS, ami képzelgés) - ~ 11 MFLOPS @ 40 MHz |

* ATC = Address Translation Cache, címfordítási gyorsítótár

## Fordítás
- Ez a szócikk részben vagy egészben a Motorola 68060 című német Wikipédia-szócikk ezen változatának fordításán alapul.  Az eredeti cikk szerkesztőit annak laptörténete sorolja fel. Ez a jelzés csupán a megfogalmazás eredetét és a szerzői jogokat jelzi, nem szolgál a cikkben szereplő információk forrásmegjelöléseként.